# Lepturges fragillimus
Lepturges fragillimus là một loài bọ cánh cứng trong họ Cerambycidae.